# Albert Lory
Pour les articles homonymes, voir Lory.
Albert Lory, né à Vibraye près du Mans en 1894, est un ingénieur motoriste français qui œuvra dans les domaines automobile et aéronautique.

## Biographie
Après des études à l'École nationale supérieure d'arts et métiers d'Angers, il entre comme ingénieur chez Panhard puis chez Salmson.
Il aborde ensuite le domaine des voitures de course chez Delage en mettant au point des moteurs V12 atmosphériques et en concevant un moteur suralimenté (1 500 cm3, 2 compresseurs, 8 cylindres en ligne, 16 soupapes, double arbre à cames en tête, délivrant jusqu’à 185 chevaux à 8 000 tr/min). Avec la Delage 15S, équipée de ce deuxième moteur, Robert Benoist remporte quatre des cinq Grands Prix de l'année 1927 et est sacré champion du monde. 
En 1935, il quitte l'automobile pour l'aéronautique en rejoignant la Société nationale d'étude et de construction de moteurs d'avions puis l'Arsenal de l'aéronautique de Châtillon.
En 1945, le Centre d'étude technique de l'automobile et du cycle, associé à Arsenal de  Châtillon, lui confie la conception d'un moteur de Formule 1 pour équiper la CTA-Arsenal. Il s'oriente vers un moteur V8 de 1 500 cm3 suralimenté par deux compresseurs délivrant 275 chevaux à 8 000 tr/min en 1948. La monoplace, peu compétitive, ne connaît pas le succès et est vite abandonnée.
En 1949, il entre chez Renault et coordonne la conception et la réalisation de l'Étoile filante, véhicule terrestre expérimental à turbine Turbomeca et à profilage étudié en soufflerie. Après des premiers tests sur l'autodrome de Linas-Montlhéry au printemps 1956, l'Étoile filante pilotée par Jean Hébert bat, le 6 septembre 1956, le record de vitesse des véhicules de moins de 1 000 kg, à 308,85 km/h sur le lac salé de Bonneville Salt Flats en Utah.
Albert Lory meurt en 1963.